# Ivette María Tato
Ivette María Tato   (Barcelona, 27 de juny de 1975) és una nedadora catalana, ja retirada, especialitzada en esquena, que va competir a finals del segle XX,
Durant la seva carrera esportiva va prendre part en dues edicions dels Jocs Olímpics d'Estiu. El 1996, als Jocs d'Atlanta, va quedar eliminada en sèries en la prova dels 200 metres esquena del programa de natació. Quatre anys més tard, als Jocs de Sydney, va disputar dues proves del programa de natació. En els 200 metres esquena quedà eliminada en semifinals, mentre en els 4x100 metres estils ho fou en sèries.
En el seu palmarès destaca una medalla de bronze en els 4x100 metres estils del Campionat d'Europa de natació de 1995 i dues medalles de plata en els Jocs del Mediterrani de 1997, en els 100 metres esquena i els 4x100 metres estils. Entre el 1993 i el 2000 va guanyar disset campionats d'Espanya en les tres distàncies d’esquena, 50, 100 i 200 metres. A més a més, entre el 1995 i el 1999 va batre onze rècords espanyols.
Retirada el 2000, a partir d’aleshores exerceix d'àrbitra de natació.